# Рено I де Туар
Рено (Реньо) I (фр. Renaud ou Regnault Ier de Thouars; ум. 1269) — виконт Туара с 1256 года, сеньор де Тиффанж.
Родился не позднее 1225 года. Сын Ги I де Туара и Аликс де Молеон, внук Савари де Молеона.
В 1256 году после смерти брата (Эмери IX) стал 24-м виконтом Туара. Не смог платить налог на наследство (800 ливров в год в течение 8 лет), и поэтому в 1260 году виконтство захватил Альфонс де Пуатье и пользовался его доходами, пока не набралась требуемая сумма.
В 1269 году, после смерти Рено I, Альфонс де Пуатье снова захватил Туар и только через год передал его Савари IV — младшему сыну Ги I.
Жена — Алиенора де Нель (ум. после 1280), дочь суассонского графа Жана II Доброго и его жены Марии, дамы де Шиме и дю Тур. Сын:
- Гуго де Туар (ум. 1318), сеньор де Пузаж и де Тиффанж.